# Jules Alfred Pierrot Deseilligny
Jules Alfred Pierrot Deseilligny (1868-1918) a fost un astronom, fizician și selenograf francez.

## Biografie
Jules Deseilligny s-a născut în Bourgogne în 1868. Pasionat de astronomie, el s-a specializat în selenografie.
La cumpăna dintre secolele al XIX-lea și al XX-lea, Jules Deseilligny a participat împreună cu alți astronomi francezi la crearea unui comitet de studii selenografice, al cărui prim președinte a devenit. Lucrarea sa « Projet d'études sélénographiques en commun » (în română: „Proiect de studii selenografice în comun”) a fost timp îndelungat vademecumul observatorului lunar.
În 1935, Uniunea Astronomică Internațională a dat numele Deseilligny unui crater lunar, în cinstea selenografului francez.